# Ġ
Ġ (hoofdletter) of ġ (kleine letter) (g-punt) is een letter die wordt gebruikt in het Inupiak en het Maltees. De letter werd gebruikt in het Oudengels en het Oudtsjechisch om respectievelijk een dzj-klank en een g-klank te representeren. De letter wordt ook gebruikt in een aantal transliteratiesystemen, zoals: DIN 31635 voor de letter غ (ġain) [ʁ] in het Arabisch; in het transliteratiesysteem Armeens voor de letter Ղ/ղ (ġat) in het Armeens; voor de transliteratie van Гӏ/гӏ (ġa) in het Tsjetsjeens; voor de transliteratie van Ғ/ғ (ayn) in de ISO 9:1995-standaard voor de transliteratie van het Cyrillisch schrift.

## Unicode
In Unicode heeft Ġ de code U+0120 (in UTF-8: 0xC4 0xA0) en ġ de code U+0121 (in UTF-8: 0xC4 0xA1).